# Boserup
För andra betydelser, se Boserup (olika betydelser).
Boserups säteri är en herrgård i Risekatslösa socken, Bjuvs kommun i Skåne. Godset ligger ett par kilometer sydväst om Billesholm. 
Boserup omtalas som sätesgård redan under 1300-talet, och ägdes under den danska tiden av ätterna Urne, Bille, Rosenkrantz, Ulfeld och Juel. Under 1700-talet tillhörde det ätterna Stackelberg och Roos, och gjordes i slutet av detta sekel till fideikommiss inom släkten Ankarcrona och tillhör fortfarande släkten. Fideikommissarien hade patronatsrätt till Risekatslösa församling. 
Huvudbyggnaden, i en våning av tegel, uppfördes 1746.